# Michael Northley
Michael James Northley (* 24. März 1987) ist ein neuseeländischer Radrennfahrer.
Auf der Bahn gewann Northley bei den Oceania Games 2004 in Melbourne Gold in der Mannschaftsverfolgung der Elite. Bei den Junioren gewann er die Bronzemedaille im Scratch und Silber in der Einerverfolgung.
Auf der Straße wurde Northley in der Saison 2007 Etappenzweiter der Tour of Southland. Im Jahr 2012 gewann er mit einer Etappe der Tour du Loir-et-Cher seinen einzigen internationalen Straßenwettbewerb. Zweimal, 2011 und 2013, wurde er neuseeländischer Kriteriumsmeister.

## Erfolge
2004
- Oceania Games – Mannschaftsverfolgung (mit Dayle Cheatley, Joshua England und Matthew Haydock)

2011
- Neuseeländischer Meister – Kriterium

2012
- eine Etappe Tour du Loir-et-Cher

2013
- Neuseeländischer Meister – Kriterium

## Teams
- 2009 Land Rover-Orbea
- 2011 PureBlack Racing
- 2012–2013 Node 4-Giordana Racing
- 2014–2016 Madison Genesis